# Playoffs NBA 1996
Los Playoffs de la NBA de 1996 fueron el torneo final de la temporada 1995-96 de la NBA. Los campeones de esta edición fueron los Chicago Bulls (Conferencia Este) con un resultado de 4 a 2 ante Seattle Supersonics que fue el equipo que más lejos llegó de la Conferencia Oeste. Este trofeo significaría el cuarto después de dos años de sequía, pero a su vez sería el primero de los siguientes tres consecutivos.
El MVP de las Finales fue Michael Jordan de los Chicago Bulls.

## Resumen
Capturando este cuarto título, los Bulls pusieron la guinda además en el que se puede considerar una de las mejores temporadas en la historia de la NBA, puesto que acabaron con un récord de 72-10 (victorias-derrotas) en la liga regular, eclipsando el récord de Los Angeles Lakers en la temporada 1971-72 con 69-13. Con Jordan liderando al equipo, este año los Bulls se vengarían de los Magic en las finales de la Conferencia Este, ganando los cuatro partidos con una diferencia de 17 puntos, lo que llevó a establecer un récord combinado de 87-13 sumando las victorias y derrotas de liga regular y playoffs.
Para los SuperSonics, fue su primer viaje hacia las finales de la NBA desde que ganaron el campeonato en 1979, consiguiendo vencer a unos Denver Nuggets que partían como mejorers clasificados de la conferencia Oeste (esta era la primera vez que un octavo clasificado vencía al primero en los playoffs).
El cuarto partido de la final de la Conferencia Este marcaría el último partido de Shaquille O'Neal como miembro de los Orlando Magic antes de firmar con Los Angeles Lakers como agente libre acabada la temporada. O'Neal ganaría tres campeonatos con los Lakers y uno con los Miami Heat.

## Clasificación Playoff

### Conferencia Este
Los Chicago Bulls consiguieron el mejor récor de la NBA y por tanto obtuvieron la ventaja de campo durante toda la ronda de playoffs.
A continuación se muestran la lista de los equipos clasificados en la conferencia Este:
1. Chicago Bulls (líder de la división Central)
2. Orlando Magic (líder de la división del Atlántico)
3. Indiana Pacers
4. Cleveland Cavaliers
5. New York Knicks
6. Atlanta Hawks
7. Detroit Pistons
8. Miami Heat

### Conferencia Oeste
Seattle SuperSonics logró el mejor récord de su conferencia, Oeste, y aprovechó la ventaja de campo en todos los partidos, hasta las Finales de Conferencia.
A continuación se muestran la lista de los equipos clasificados en la conferencia Oeste:
1. Seattle SuperSonics (líder de la división del Pacífico)
2. San Antonio Spurs (líder de la división del Medio Oeste)
3. Utah Jazz
4. Los Angeles Lakers
5. Houston Rockets
6. Portland Trail Blazers
7. Phoenix Suns
8. Sacramento Kings

## Cuadro de Enfrentamientos
|  | Primera Ronda     | Primera Ronda | Primera Ronda |   |              | Semifinales de Conferencia | Semifinales de Conferencia | Semifinales de Conferencia |  |    | Finales de Conferencia | Finales de Conferencia | Finales de Conferencia |  |    | Finales de la NBA | Finales de la NBA | Finales de la NBA |
|  |                   |               |               |   |              |                            |                            |                            |  |    |                        |                        |                        |  |    |                   |                   |                   |
|  | E1                | Chicago*      | 3             |   |              |                            |                            |                            |  |    |                        |                        |                        |  |    |                   |                   |                   |
|  | E8                | Miami         | 0             |   |              |                            |                            |                            |  |    |                        |                        |                        |  |    |                   |                   |                   |
|  | E8                | Miami         | 0             |   | E1           | Chicago*                   | 4                          |                            |  |    |                        |                        |                        |  |    |                   |                   |                   |
|  |                   |               |               |   | E1           | Chicago*                   | 4                          |                            |  |    |                        |                        |                        |  |    |                   |                   |                   |
|  |                   | E5            | New York      | 1 |              |                            |                            |                            |  |    |                        |                        |                        |  |    |                   |                   |                   |
|  | E4                | E5            | New York      | 1 | Cleveland    | 0                          |                            |                            |  |    |                        |                        |                        |  |    |                   |                   |                   |
|  | E4                |               |               |   | Cleveland    | 0                          |                            |                            |  |    |                        |                        |                        |  |    |                   |                   |                   |
|  | E5                | New York      | 3             |   |              |                            |                            |                            |  |    |                        |                        |                        |  |    |                   |                   |                   |
|  | E5                | New York      | 3             |   |              |                            |                            |                            |  | E1 | Chicago*               | 4                      |                        |  |    |                   |                   |                   |
|  | Conferencia Este  |               |               |   |              |                            |                            |                            |  | E1 | Chicago*               | 4                      |                        |  |    |                   |                   |                   |
|  |                   | E2            | Orlando*      | 0 |              |                            |                            |                            |  |    |                        |                        |                        |  |    |                   |                   |                   |
|  | E3                | E2            | Orlando*      | 0 | Indiana      | 2                          |                            |                            |  |    |                        |                        |                        |  |    |                   |                   |                   |
|  | E3                |               |               |   | Indiana      | 2                          |                            |                            |  |    |                        |                        |                        |  |    |                   |                   |                   |
|  | E6                | Atlanta       | 3             |   |              |                            |                            |                            |  |    |                        |                        |                        |  |    |                   |                   |                   |
|  | E6                | Atlanta       | 3             |   | E6           | Atlanta                    | 1                          |                            |  |    |                        |                        |                        |  |    |                   |                   |                   |
|  |                   |               |               |   | E6           | Atlanta                    | 1                          |                            |  |    |                        |                        |                        |  |    |                   |                   |                   |
|  |                   | E2            | Orlando*      | 4 |              |                            |                            |                            |  |    |                        |                        |                        |  |    |                   |                   |                   |
|  | E2                | E2            | Orlando*      | 4 | Orlando*     | 3                          |                            |                            |  |    |                        |                        |                        |  |    |                   |                   |                   |
|  | E2                |               |               |   | Orlando*     | 3                          |                            |                            |  |    |                        |                        |                        |  |    |                   |                   |                   |
|  | E7                | Detroit       | 0             |   |              |                            |                            |                            |  |    |                        |                        |                        |  |    |                   |                   |                   |
|  | E7                | Detroit       | 0             |   |              |                            |                            |                            |  |    |                        |                        |                        |  | E1 | Chicago*          | 4                 |                   |
|  |                   |               |               |   |              |                            |                            |                            |  |    |                        |                        |                        |  | E1 | Chicago*          | 4                 |                   |
|  |                   | O1            | Seattle*      | 2 |              |                            |                            |                            |  |    |                        |                        |                        |  |    |                   |                   |                   |
|  | O1                | O1            | Seattle*      | 2 | Seattle*     | 3                          |                            |                            |  |    |                        |                        |                        |  |    |                   |                   |                   |
|  | O1                |               |               |   | Seattle*     | 3                          |                            |                            |  |    |                        |                        |                        |  |    |                   |                   |                   |
|  | O8                | Sacramento    | 1             |   |              |                            |                            |                            |  |    |                        |                        |                        |  |    |                   |                   |                   |
|  | O8                | Sacramento    | 1             |   | O1           | Seattle*                   | 4                          |                            |  |    |                        |                        |                        |  |    |                   |                   |                   |
|  |                   |               |               |   | O1           | Seattle*                   | 4                          |                            |  |    |                        |                        |                        |  |    |                   |                   |                   |
|  |                   | O5            | Houston       | 0 |              |                            |                            |                            |  |    |                        |                        |                        |  |    |                   |                   |                   |
|  | O4                | O5            | Houston       | 0 | LA Lakers    | 1                          |                            |                            |  |    |                        |                        |                        |  |    |                   |                   |                   |
|  | O4                |               |               |   | LA Lakers    | 1                          |                            |                            |  |    |                        |                        |                        |  |    |                   |                   |                   |
|  | O5                | Houston       | 3             |   |              |                            |                            |                            |  |    |                        |                        |                        |  |    |                   |                   |                   |
|  | O5                | Houston       | 3             |   |              |                            |                            |                            |  | O1 | Seattle*               | 4                      |                        |  |    |                   |                   |                   |
|  | Conferencia Oeste |               |               |   |              |                            |                            |                            |  | O1 | Seattle*               | 4                      |                        |  |    |                   |                   |                   |
|  |                   | O3            | Utah          | 3 |              |                            |                            |                            |  |    |                        |                        |                        |  |    |                   |                   |                   |
|  | O3                | O3            | Utah          | 3 | Utah         | 3                          |                            |                            |  |    |                        |                        |                        |  |    |                   |                   |                   |
|  | O3                |               |               |   | Utah         | 3                          |                            |                            |  |    |                        |                        |                        |  |    |                   |                   |                   |
|  | O6                | Portland      | 2             |   |              |                            |                            |                            |  |    |                        |                        |                        |  |    |                   |                   |                   |
|  | O6                | Portland      | 2             |   | O3           | Utah                       | 4                          |                            |  |    |                        |                        |                        |  |    |                   |                   |                   |
|  |                   |               |               |   | O3           | Utah                       | 4                          |                            |  |    |                        |                        |                        |  |    |                   |                   |                   |
|  |                   | O2            | San Antonio*  | 2 |              |                            |                            |                            |  |    |                        |                        |                        |  |    |                   |                   |                   |
|  | O2                | O2            | San Antonio*  | 2 | San Antonio* | 3                          |                            |                            |  |    |                        |                        |                        |  |    |                   |                   |                   |
|  | O2                |               |               |   | San Antonio* | 3                          |                            |                            |  |    |                        |                        |                        |  |    |                   |                   |                   |
|  | O7                | Phoenix       | 1             |   |              |                            |                            |                            |  |    |                        |                        |                        |  |    |                   |                   |                   |